# Billy Sanders (Sänger)
Billy Sanders (* 16. Mai 1934 als Brian Sanderson in Ashington; † 29. März 2001 in Blyth) war ein britischer Rock-’n’-Roll- und Schlagersänger, der zwischen 1958 und 1967 in Deutschland aktiv war.

## Biografie
Brian Sanderson, so sein bürgerlicher Name, wuchs mit sechs Geschwistern in seiner Geburtsstadt Ashington auf. Nach der Schulzeit arbeitete er als Bergmann in einer Kohlenmine. Von 1952 bis 1957 war er Mitglied der Coldstream Guards, einem Gardegrenadierregiment der britischen Armee. In dieser Zeit verbrachte Sanders mehrere Monate in Ägypten und, nach seiner ersten Heirat und der Geburt von zwei Söhnen, in Krefeld. Sanders erlernte die deutsche Sprache und trat vor seinen Kameraden gelegentlich als Sänger aktueller Hits auf. Anschließend lebte er wieder als Minenarbeiter in Ashington. Dort gewann er 1957 einen Talentwettbewerb, dem ein Engagement im Londoner Panama Club folgte. Zwei Choreographinnen vermittelten dem Sänger, der fortan unter dem Namen Billy Sanders auftrat, einen Vertrag beim renommierten Düsseldorfer Tanzpalast Tabaris. Er sang dort ab 1958 bekannte Swing-, Blues- und Rock-’n’-Roll-Nummern.

Label der ersten Single Di-Di-Dinah, 1958

Der Pianist Paul Kuhn, der im Tabaris gastierte und zu diesem Zeitpunkt erste Erfahrungen als Musikproduzent sammelte, wurde auf Sanders aufmerksam. Noch Anfang des gleichen Jahres unterschrieb der britische Sänger seinen ersten Plattenvertrag bei der Electrola, die mit ihm insgesamt sieben Singles aufnahm. Diese enthalten vor allem deutschsprachige Coverversionen amerikanischer Hits von Frankie Avalon, Johnny Carroll, The Coasters, Jackie Lee Cochran, Lonnie Donegan, Billy Fury und Wanda Jackson. Mit dem Repertoire unternahm die Electrola den Versuch, neben Peter Kraus einen weiteren deutschen Rock-’n’-Roll-Sänger zu etablieren. Kritiker bescheinigten den zumeist vom Paul Kuhn Ensemble begleiteten Aufnahmen, die in Kreisen von Halbstarken eine gewisse Bekanntheit erlangten, eine überdurchschnittliche Qualität. Die Single Ich bin kein schöner Mann / Jackety Jack wurde sogar in den USA veröffentlicht (Atlantic Records 2023). Trotz dieses Achtungserfolgs konnte der entfernt an Buddy Holly erinnernde Sänger keinen großen Verkaufserfolg landen. 1960 lief der Vertrag bei der Electrola aus.

Label der Single Rocky-Rocky-Baby, 1961

Im gleichen Jahr war Sanders in zwei Kinofilmen zu sehen. In dem Musikfilm Schlagerparade 1960 (mit Renate Ewert und Thomas Alder; Regie: Franz Marischka) trat er mit dem Titel Shuffle Beat Baby auf, im Schwank Das Dorf ohne Moral (mit Paul Löwinger und Loni Heuser; Regie: Rudolf Zehetgruber) sang er den Bambi-Rock. 1961 folgte sein Filmauftritt in Geständnis einer Sechzehnjährigen (mit Barbara Frey und Ivan Desny; Regie: Georg Tressler) mit der Nummer My Little Girl. Alle drei Titel erschienen nicht auf Schallplatte. Das Stück Fräulein Schmidt, das in dem Film Schwarzer Kies (mit Helmut Wildt und Ingmar Zeisberg; Regie: Helmut Käutner) zu hören ist, wurde 1961 auf einer Telefunken-Single (B-Seite: Rocky-Rocky-Baby) veröffentlicht.
In der zweiten Hälfte des gleichen Jahres wechselte Sanders zum Plattenlabel Ariola. Dort orientierte man sich bei der Musikauswahl für Sanders vor allem am Stil des bei der Konkurrenz engagierten Bill Ramsey. Neben Modetänzen wie Twist und Hully Gully zählten nunmehr auch Stimmungsschlager zu Sanders’ Programm. Der von Christian Bruhn komponierte Gartenzwerg-Marsch entwickelte sich zu einem großen Verkaufserfolg. Der Titel wurde unter anderem von den Jacob Sisters gecovert und gehört bis heute zum Standardrepertoire von Musikkapellen auf Volksfesten. Auch die nächste Single, auf der sich ein Schlager über den populären Fußballspieler Uwe Seeler befindet, wurde in den Hitlisten notiert. Daneben gastierte Sanders, der ab 1963 mit seiner zweiten Ehefrau in Zürich lebte, in mehreren Fernsehsendungen, darunter Musik aus Studio B (1962) mit Chris Howland und Musikauktion (1964) von Regisseur Truck Branss.
Das Aufkommen der Beatmusik beendete 1964 die Plattenkarriere von Billy Sanders. Im selben Jahr trat der Sänger erstmals in Ost-Berlin in der DDR auf. Es folgten Konzerte in Gera, Jena, Suhl und in der Tschechoslowakei, wo er unter anderem mit Liedern von Tom Jones ein gefragter Entertainer war. Nach Alkoholproblemen und der Trennung von seiner zweiten Frau kehrte Sanders 1967 nach Blyth in England zurück, wo er ein drittes Mal heiratete und Arbeit in einer Aluminiumgießerei fand. 1970 wurde Sanders abermals Vater eines Sohns und zwei Jahre später seiner ersten Tochter. 1981 und 1983 kamen zwei weitere Kinder hinzu.
2001 verstarb Sanders, der nach einem Arbeitsunfall 1982 von Gelegenheitsjobs und einer kleinen Rente lebte, in einem Krankenhaus in Blyth an Knochenkrebs.

## Diskografie (Auswahl)

### Alben
- Ja so ’ne Party (1979; Bear Family Records)
- Ich bin kein schöner Mann (2001; Bear Family Records)

### Singles

Label der Single Hallo Mister Twist, 1961

- Di-Di-Dinah (De-De-Dinah) / Ja, so ’ne Party (Party) (1958; Electrola)
- Jackety Jack (Yakety Yak) / Ich bin kein schöner Mann (1958; Electrola)
- Du hast soviel Sex-Appeal / Laß sein (Buy a Car) (1959; Electrola)
- Doch Du läßt mich nie allein (Bandstand Doll) / In Brooklyn ist was los (1959; Electrola)
- Daisy, Du mußt schlafen geh’n / Italien-Fieber (1959; Electrola)
- Muß es denn immer so sein / Mein Dixieland (mit Margret Fürer) (1960; Electrola)
- That’s Love / Weit ist der Weg nach Rio (Nobody Understands Me) (1960; Electrola)
- Fräulein Schmidt (aus dem UFA-Film »Schwarzer Kies«) / Rocky-Rocky-Baby (1961; Telefunken)
- Michaela (Michael, Row the Boat) / Enzian und Tiroler Wein (1961; Ariola)
- Hallo Mister Twist / Nur zu Hause ist es schön (That’s My Home) (1961; Ariola)
- Gartenzwerg-Marsch (Adelheid, Adelheid…) / He, du da! (Bist du Frau Luna?) (1962; Ariola)
- Gib den Ball zu Uwe Seeler / Du hast meine Braut gestohlen (1963; Ariola)
- Der Kasten muß raus / Die Diamanten-Lilli (1963; Ariola)
- The Pi-Pa-Po-Party (Ay-Ay-Ay) / No, wir gehn noch nicht nach Haus (1964; Ariola)
- Baby Elsie Molly (Lazy Elsie Molly) / Der Indianer kennt keinen Schmerz (1964; Ariola)
- Let’s do the Jerk / Swim Baby, Swim (1964; Ariola)

## Filmografie
- 1960: Schlagerparade 1960
- 1960: Das Dorf ohne Moral
- 1961: Geständnis einer Sechzehnjährigen
- 1961: Schwarzer Kies